# 假前提
假前提（或错误前提）是构成论证或三段论基础的不正确命题。一个逻辑论证由于其前提的不正确性，有可能得出错误的结论。即便得出的结论是错误的，论证本身的逻辑有效性是由于该论证的内在一致性决定的，而不是其前提的逻辑正确与否。
例如，考虑这个三段论，它包含一个假前提：
- 如果满街都是湿的，那么最近下过雨。 （大前提）
- 满街都是湿的。 （小前提）
- 因此，最近下过雨。 （结论）

这个论证在逻辑上是有效的，但其结论并不总是正确的。因为它的大前提有可能是错误的——人们可能用水管冲洗街道，洒水车可能刚刚开过，当地的河流可能已经泛滥等等。简单的逻辑分析不能揭示这个论证的错误，因为这种分析必须假定前提是真实的。因此，基于错误前提的论证可能比具有一般逻辑错误的论证更难反驳，甚至更难讨论，因为其前提的真实性必须建立在所有各方都满意的基础上。这是一个基本认识论问题——建立因果关系的基础。
基于假前提的论证还有一个特征：它的结论可能实际上是正确的。再次考虑上面的例子，事实上很可能确实是因为最近下过雨，所以街道是湿的。然而这并不能证明大前提正确，但可以使其主张更难反驳。

## 资料来源
1. ↑  The essential Peirce: selected philosophical writings, Charles Sanders Peirce, Nathan Houser, Christian J. W. Kloesel, 1992, p.37, Google Books webpage: Books-G-SOC （页面存档备份，存于）.